# Katonai Szolgálati Jel

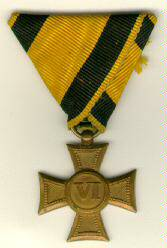
Legénységi Szolgálati Jel - 6 év után

A Katonai Szolgálat Jelet  (németül: Militärdienstzeichen) 1849. szeptember 19-én I. Ferenc József alapította, először két-két tiszti- és legénységi osztállyal. A kitüntetés fokozatainak megállapításánál figyelembe veendő szolgálati időt többször változtatták. Korábban Szolgálati Jelet a legénység számára 1806. augusztus 15-től adományoztak első- és másodosztályú megkülönböztetéssel. Az első osztályú rézpajzsot 14 év szolgálat után, míg a másodosztályú hatszögletűt 20 év után adományozták.

## Története

### Katonai Tiszti Szolgálati Jel
Az alapításkor a tisztikar 25 év után első-, míg 50 év után másodosztályú elismerést kapott. 1890-ben három osztályúra bővült. Az első osztályt 50 év, a másod osztályt 40 év, a harmadik osztályt pedig 25 év aktív szolgálat után kaphatták meg. Az 1911-es és 1913-as módosításokkor csak annyi változás történt, hogy a második osztályú jelet 35 év után nyerhették el a tisztek.

### Katonai Legénységi Szolgálati Jel
Ferenc József uralkodásának kezdetén a legénység nyolc én után I., tizenhat év után II. osztályú jelet kaphatott meg. 1867-től 12 év volt az I. és 18 év volt a II. osztály elérésének ideje, majd az 1869-es módosítás után a 24 év szolgálat kellett a II. osztályú jelhez. Az 1890-s változások után a legénység 24 év után I. és 14 év után II. osztályú elismerést érdemelhetett ki. Az utolsó módosításkor az I.-höz 20 év, a II.-hoz 10, míg az új III. osztályhoz 6 év tényleges aktív legénységi szolgálat kellett.

## Leírása

### Katonai Tiszti Szolgálati Jel
A jelvény bronzból készült, ívelt kereszt volt. Szárai szélesedtek és recések voltak. Fekete zománcszegély keretezi. A kereszt közepén az aranyszínű kétfejű sasos birodalmi címer volt.
Méretek:
- I. osztály: 60x34 mm
- II. osztály 37x44 mm
- III. osztály 37x44 mm

### Katonai Legénységi Szolgálati Jel
A kereszt hasonló a tiszti jelhez, azonban a fekete zománcszegély és a címer kimaradt róla. A kereszt közepén babérkoszorúban a leszolgált évek száma volt látható római számmal.
- Mérete: 39x36 mm